# Kingston (Neuseeland)
Kingston ist ein kleiner Ort im Queenstown-Lakes District der Region Otago auf der Südinsel von Neuseeland.

## Geographie
Der Ort liegt am Südende des Lake Wakatipu, rund 34 km südlich von Queenstown und rund 50 km nordöstlich von Lumsden. Hier mündet der Allen Creek, der in den Eyre Mountains im Westen entspringt. Östlich liegt der Gebirgszug der Hector Mountains. Beide Bergketten steigen wenige Kilometer vom Ort auf über 1000 Meter an, während dieser auf etwa 310 m Höhe liegt.

## Geschichte
Kingston entstand am Ort der Māori-Siedlung Takerehaka. Später wurde die Siedlung nach dem Polizeikommissar St. John Branigan, der die Aufsicht über die Goldfelder Otagos führte, „St Johns“ benannt. Der heutige Name wurde vermutlich von irischen Einwanderern nach einem Ort in Irland vergeben. Bedeutung erlangte Kingston vor allem als Endpunkt der Bahnstrecke Invercargill–Kingston, die in ihrem letzten Abschnitt hier 1878 eröffnet wurde. Ab 1879 schloss sich eine Fährverbindung über den Lake Wakatipu mit dem Dampfschiff nach Queenstown an. Der planmäßige Personenverkehr auf der Gesamtstrecke wurde stufenweise zwischen 1937 und 1957 aufgegeben, die Strecke 1979 überwiegend stillgelegt. 14 km der Strecke zwischen Kingston und Fairlight wurden anschließend noch von der Museumseisenbahn Kingston Flyer befahren.

## Bevölkerung
Zum Zensus des Jahres 2013 zählte der Ort 237 Einwohner, 19,7 % mehr als zur Volkszählung im Jahr 2006.

## Infrastruktur

### Straßenverkehr
Kingston ist über den östlich vorbeiführenden New Zealand State Highway 6 an das neuseeländische Straßensystem angebunden.

### Schiffsverkehr
Der Ort verfügt am Nordwestende über eine Anlegestelle.

## Tourismus
Der Ort gab dem heutigen Touristenzug Kingston Flyer seinen Namen. Dieser verkehrt auf einer 14 km langen Teilstrecke der ehemaligen Nebenbahn Kingston Branch, die von 1878 bis 1979 in Betrieb war.